# آر تي غوين
آر تي غوين (بالإنجليزية: R. T. Guinn) مواليد 19 فبراير 1981 في بريان، هو لاعب كرة سلة أمريكي. بدأ مسيرته الاحترافية في سنة 2004. يلعب في دوري كرة السلة الياباني للمحترفين. يحمل الرقم 34. يبلغ طوله 6 قدم 10 بوصة (2.1 م).

## المسيرة الاحترافية
لعب مع سودرتاليا كينغ في موسم 2005–2006، ثم لعب مع إسبارن بريمرهافن في الدوري الألماني من سنة 2006 إلى 2008، ثم لعب مع داروشافاكا في سنة 2008، ثم لعب مع أزوفماش في موسم 2008–2009، ثم لعب مع بوديفلنيك في موسم 2009–2010، ثم لعب مع ليموج سي إس بي في الدوري الفرنسي في موسم 2010–2011، ثم لعب مع باناثينايكوس في سنة 2013.

## روابط خارجية
- آر تي غوين على موقع دوري كرة السلة الياباني للمحترفين (اليابانية)
- آر تي غوين على موقع كرة السلة الأوروبية.كوم (الإنجليزية)
- آر تي غوين على موقع DraftExpress.com (الإنجليزية)
- آر تي غوين على موقع كلية كرة السلة في سبورتس رفرنس.كوم (الإنجليزية)
- آر تي غوين على موقع ريلجم (الإنجليزية)
- آر تي غوين على موقع بروبوليرز (الإنجليزية)
- آر تي غوين على موقع سبورتس رفرنس (الإنجليزية)